# Сун Мейчень
Сун Мейчень (1 листопада 1998) — китайська плавчиня. Учасниця літніх Олімпійських ігор 2016, де в естафеті 4x100 метрів вільним стилем її збірна посіла 9-те місце і не потрапила до фіналу.